# Tracyanne Campbell
Tracyanne Campbell   (Glasgow, 18 de maig de 1974) és una cantant i música escocesa coneguda per ser la vocalista principal del grup de pop independent de Glasgow Camera Obscura.
Campbell va fundar Camera Obscura amb John Henderson i Gavin Dunbar el 1996. El grup ha publicat Biggest Bluest Hi Fi (2001), Underachievers Please Try Harder (2003), Let's Get Out of This Country (2006), My Maudlin Career (2009), Desire Lines (2013) i Look to the East, Look to Occident (2024).
Campbell va ser parella sentimental de Stuart Murdoch, el cantant de Belle & Sebastian, durant tres anys als anys 2000. Després que el músic i amic Carey Lander morís el 2015, Campbell en va escriure l'obituari a The Guardian.
També ha treballat en el projecte Tracyanne & Danny al costat del músic anglès Danny Coughlan. El maig de 2018 van publicar el seu àlbum d'estudi homònim a Merge Records.